# Mary Margaret O'Reilly
Mary Margaret O'Reilly (Springfield, 14 de outubro de 1865 – Washington, D.C., 6 de dezembro de 1949)
foi uma funcionária pública que trabalhou como diretora assistente da Casa da Moeda dos Estados Unidos entre 1924 a 1938. Uma das funcionárias públicas ocupantes dos mais altos cargos de seu tempo, trabalhou na Casa da Moeda durante 34 anos, durante os quais ela frequentemente atuou como diretora interina durante a ausência do titular.
O'Reilly nasceu em uma família de imigrantes irlandeses de Massachusetts. Ela deixou a escola quando tinha 14 anos de idade para ajudar a apoiar sua mãe viúva e seus irmãos. Começou a trabalhar provavelmente em fábricas têxteis locais, frequentando à noite uma escola de treinamento de secretários; durante 18 anos, trabalhou como secretária em Worcester.
Em 1904, O'Reilly conseguiu um emprego na Casa da Moeda, resultando em uma mudança para Washington, D.C.. Ela subiu rapidamente na hierarquia da agência – uma façanha incomum para uma mulher naquela época – e foi frequentemente chamada a testemunhar diante do Congresso. Como muitos dos diretores nomeados eram políticos que tinham pouco conhecimento ou interesse nas operações da agência, a tarefa de administrar a instituição muitas vezes coube a ela.
Em 1924, foi oficialmente nomeada diretora assistente. Em 1933, a Casa da Moeda ganhou sua primeira diretora, Nellie Tayloe Ross, e apesar da desconfiança inicial entre ela e O'Reilly, elas vieram a forjar um forte vínculo. Embora fosse esperado se aposentar compulsoriamente em 1935, O'Reilly foi considerada tão indispensável para as operações da agência que o presidente Franklin D. Roosevelt adiou sua aposentadoria até 1938. Durante seus últimos anos, permaneceu em Washington; ela não se envolveu em assuntos da Casa da Moeda, dedicando grande parte de sua atenção ao trabalho de caridade católica.

## Início de vida e carreira
Mary Margaret O'Reilly nasceu em Springfield, Massachusetts, em 14 de outubro de 1865. Seus pais, James A. e Joanna O'Reilly, eram imigrantes da Irlanda, e Mary era uma das cinco filhas do casal. A família viveu em Springfield e nas proximidades de Chicopee, Massachusetts, onde James O'Reilly era um atacadista de bebidas alcoólicas. Ele morreu depois de uma doença em 1873. Além de privar a família de renda, sua morte causou problemas legais: Austin O'Reilly, um funcionário do negócio de James, agora fechado, tentou liquidar a propriedade vendendo o restante de álcool, mas não tinha uma licença para fazê-lo. Joanna O'Reilly negou ter qualquer conhecimento destes negócios. A condenação de Austin por transportar bebidas sem uma licença foi confirmada pelo Supremo Tribunal Judicial de Massachusetts.
Mary deixou a escola após a nona série, ou logo após completar 14 anos de idade, uma vez que sua ajuda era necessária para a família. Ela provavelmente trabalhou para uma das fábricas têxteis locais, e frequentou à noite uma escola de treinamento de secretários e estenógrafos. De 1885 a 1903, trabalhou como secretária, morando em Worcester junto com um irmão, em uma pensão de sua mãe.

## Carreira na Casa da Moeda (1904–1938)

### Ascensão à proeminência
O'Reilly foi contratada pela Casa da Moeda dos Estados Unidos como uma funcionária temporária da Classe D em 1904, quando tinha 38 anos de idade, mais velha que a maioria dos novos funcionários. Ela serviu na sede da Casa da Moeda em Washington D.C., onde o diretor da instituição George E. Roberts ficou impressionado por sua experiência empresarial e competência. Inicialmente tendo um status temporário, tornou-se uma funcionária permanente em 1905, e foi promovida outra vez naquele ano para a Classe de Funcionários I, recebendo um salário de 1 200 dólares. Quando Margaret Kelly foi comissionada examinadora do escritório da agência em 1911, as promoções estenderam-se a O'Reilly, que se tornou contabilista. Isso fez dela a verdadeira chefe do escritório da Casa da Moeda, com a responsabilidade de rever todos os contratos. De acordo com Teva J. Scheer, biógrafa de Nellie Tayloe Ross (diretora da Casa da Moeda quando O'Reilly se aposentou), "isto deve ter exigido uma combinação quase sem precedentes de unidade e inteligência para [O'Reilly] ter subido tão longe através da organização em seu ambiente de trabalho dominado pelos homens".

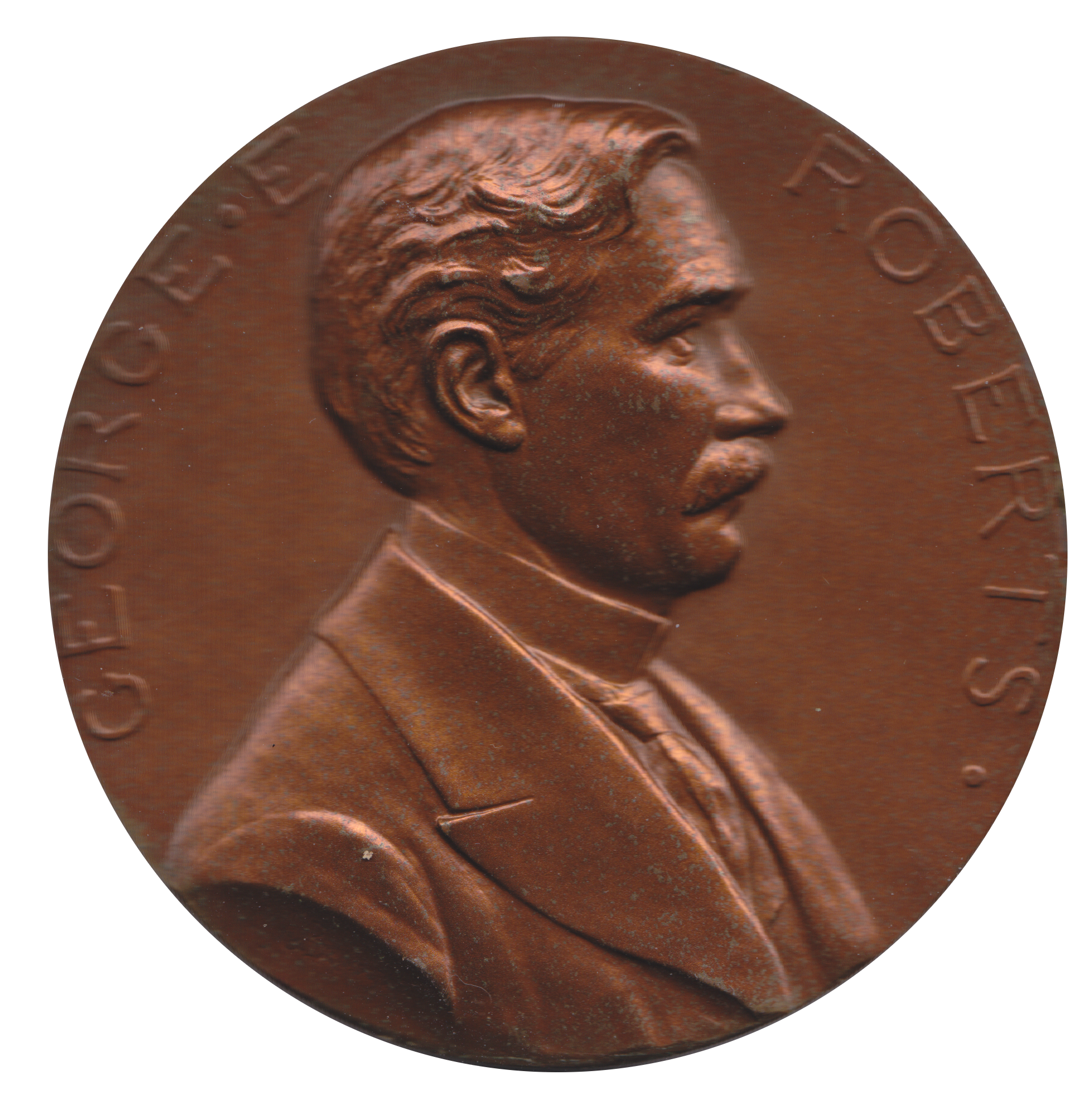
Medalha exibindo George E. Roberts, diretor da Casa da Moeda.

Durante a década de 1910, O'Reilly continuou ganhando promoções, trabalhando como examinadora e contadora de ouro. Ela era frequentemente chamada para testemunhar perante o Congresso. Em 1915, Robert W. Woolley foi indicado diretor da Casa da Moeda, e provavelmente foi o diretor favorito de O'Reilly durante as três décadas em que trabalhou na instituição. Ela frequentemente concluía memorandos desejando felicitações, e Woolley retribuía. Depois que Woolley renunciou em agosto de 1916, O'Reilly serviu como diretora interina durante parte do tempo até que o sucessor de Woolley, Friedrich Johannes Hugo von Engelken, tomou posse no mês seguinte, embora o ajustador da agência Fred H. Chafflin manteve o cargo interinamente durante grande parte do interregno.

### Diretora assistente
A maioria dos diretores nomeados da Casa da Moeda no início do século XX eram políticos, sem experiência prévia com a instituição. Durante seu mandato de seis meses como diretor, Von Engelken deixou quase toda a supervisão das filiais e escritórios de análise para O'Reilly. A Casa da Moeda eliminou a produção de edições princeps, popular entre os colecionadores, em 1916. Embora a sugestão para a eliminação das moedas especiais, sob a alegação de que gerava prejuízos, tenha partido do superintendente Adam M. Joyce, com a aprovação de von Engelken, O'Reilly assinou muitas das cartas aos numismatas, e foi assim responsabilizada pela mudança na política.
Quando von Engelken renunciou em fevereiro de 1917, ele foi sucedido por Raymond T. Baker, que previu que as mulheres iriam ocupar altos cargos governamentais em números cada vez maiores, e deu a O'Reilly uma função mais pública. Todos os anos, Baker compareceu perante o Congresso para defender os pedidos de dotações da agência, e O'Reilly sentou-se atrás dele. Em 1920 e 1921, Baker tentou fazer com que o Congresso designasse formalmente O'Reilly, que então ocupava o título de secretária executiva, como diretora assistente, mas não obteve sucesso. Depois que Warren G. Harding tomou posse, Baker foi substituído em 1922 por Frank E. Scobey, um dos membros da Gangue de Ohio. O novo diretor tinha pouco interesse nos assuntos da Casa da Moeda, e O'Reilly não somente supervisionou as operações da agência, como também foi a principal testemunha perante o Congresso em 1922, defendendo tanto um pedido de apropriação como o contínuo desejo de ser ela própria designada diretora assistente. Desta vez, o Congresso foi mais acessível, e ela ganhou este título a partir de 1924.
Em dezembro de 1921, uma crise de relações públicas sobre o projeto do novo dólar da Paz irrompeu enquanto Baker estava em uma viagem de três dias de trem para a Costa Oeste. Anthony de Francisci, designer da moeda, tinha incluído uma espada quebrada no verso, que ele pretendia usar como um sinal do fim da guerra, mas que muitos interpretaram como um símbolo de desgraça. A raiva em tal projeto ressoou em um país profundamente sensível sobre tais matérias devido a Primeira Guerra Mundial. Com Baker inacessível, O'Reilly percebeu que a espada teria que ser removida, e se aproximou do subsecretário do Tesouro Seymour Parker Gilbert, que como secretário em exercício aprovou um projeto revisado. O gravador chefe da Casa da Moeda, George T. Morgan, habilmente removeu a espada dos cubos de cunhagem já preparados antes mesmo de Baker cabografar sua própria aprovação do projeto revisado, que ele não tinha visto.
O'Reilly comandou a maioria das operações da instituição durante as gestões de Scobey e seu sucessor, Robert J. Grant. Embora a Casa da Moeda estivesse muito ocupada durante a economia em expansão da década de 1920, o historiador numismático Roger Burdette ressaltou que houve falhas nas operações — por exemplo, em vez de reservar moedas de ouro de cada lote entregue para inspeção e testes anuais pela Comissão de Análise, funcionários da filial da Filadélfia pegaram todas as moedas para testes de um saco reservado no início do ano, aumentando a probabilidade de que moedas fora do padrão passassem indetectadas. O'Reilly manteve-se atenta às operações de cunhagem, advertindo em novembro de 1931 a filial de San Francisco por ter produzido menos de 200 000 níqueis, algo que se fosse mantido iria gerar a acumulação de moedas por colecionadores. Sob suas ordens, a Casa da Moeda parou de produzir outras moedas além de niqueis durante o restante do ano, resultando em um total de 1 200 000 exemplares 1931-S, ainda assim o segundo mais baixo por data e marca na série do níquel de búfalo.

### Administração Roosevelt e aposentadoria
Quando Franklin D. Roosevelt assumiu a presidência em janeiro de 1933, O'Reilly atuou como diretora interina após a renúncia de Grant. O presidente Roosevelt nomeou a ex-governadora de Wyoming Nellie Tayloe Ross para a diretoria da instituição, sendo ela a primeira mulher a ocupar esta função. Naquela época, O'Reilly tinha 67 anos de idade e parecia uma figura pequena e maternal, que foi apelidada como "A Querida do Tesouro"—uma aparência que escondia sua força mental e determinação. A secretária pessoal de Ross, Edness Wilkins, descreveu a diretora assistente como "implacável".

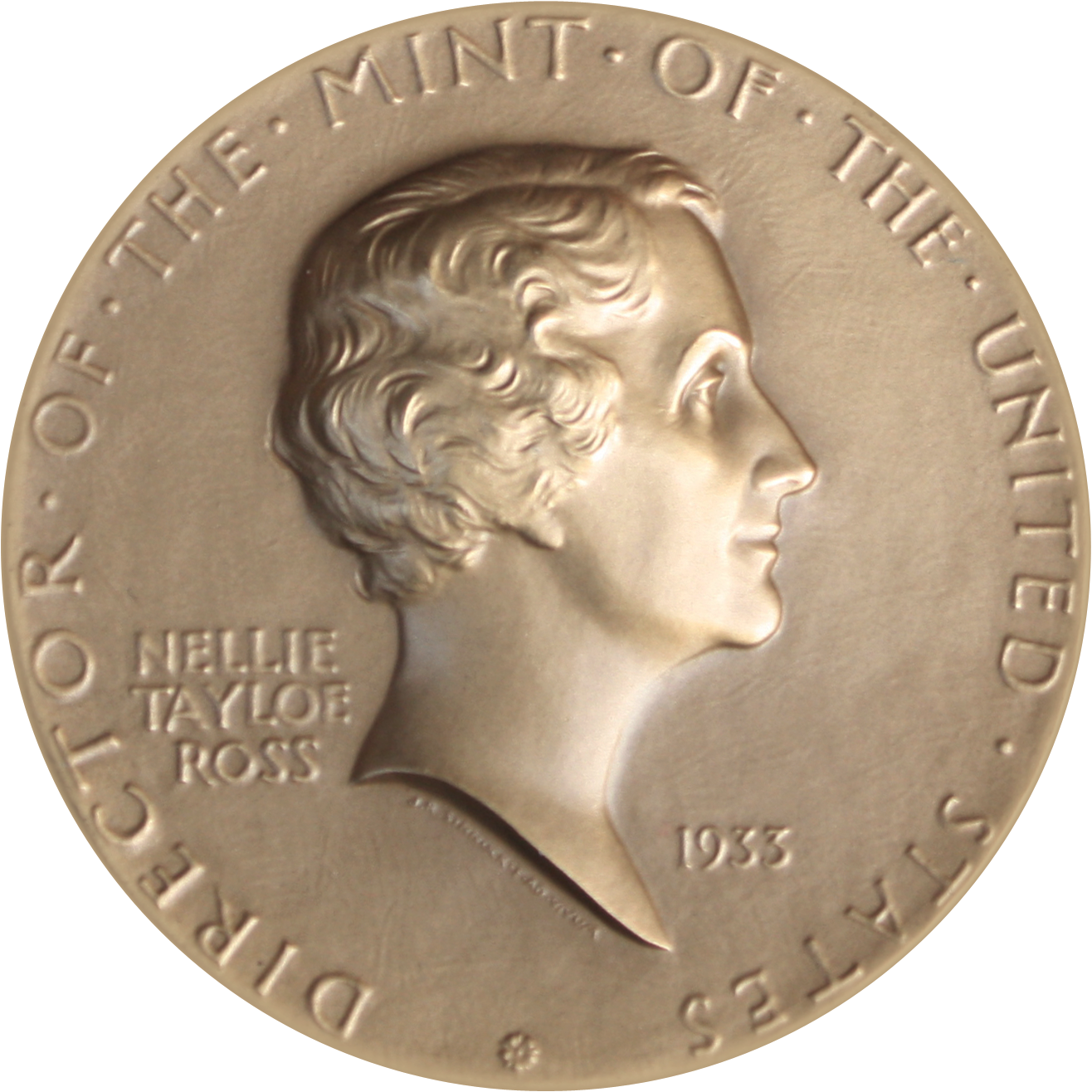
Medalha em homenagem a Nellie Tayloe Ross produzida pela Casa da Moeda.

Ross e O'Reilly tinham suspeitas mútuas para superar. Ross, que havia passado por problemas de relacionamento com Eleanor Roosevelt e outras pessoas da campanha de FDR, não confiava nos funcionários de carreira. Por sua vez, O'Reilly via em Ross outra nomeada política sem experiência em assuntos relativos a instituição substituindo Grant, que gerenciou a filial de Denver antes de sua indicação ao cargo. Após um breve período, ambas passaram a admirar os méritos uma da outra.
Em 1933 e 1934, a Casa da Moeda teve que lidar com a demanda por mais moedas de ouro. Quando o Departamento do Tesouro emitiu regulamentos que permitiram que tais moedas fossem entregues em agências do Banco da Reserva Federal, O'Reilly enviou um memorando com sua assinatura como diretora interina notando que o Fed não tinha instalações para aceitar qualquer ouro além de barras com um selo do governo. Na época, a Casa da Moeda era um das agências com menor status do Departamento do Tesouro, estimada muito menos do que o Serviço Secreto e outras agências relacionadas com a aplicação da lei que eram de responsabilidade do Secretário do Tesouro. Burdette salientou que os regulamentos do ouro mostraram uma falta de conhecimento básico sobre a instituição por ambos os nomeados por Roosevelt e também pelos funcionários sênior da administração Herbert Hoover.

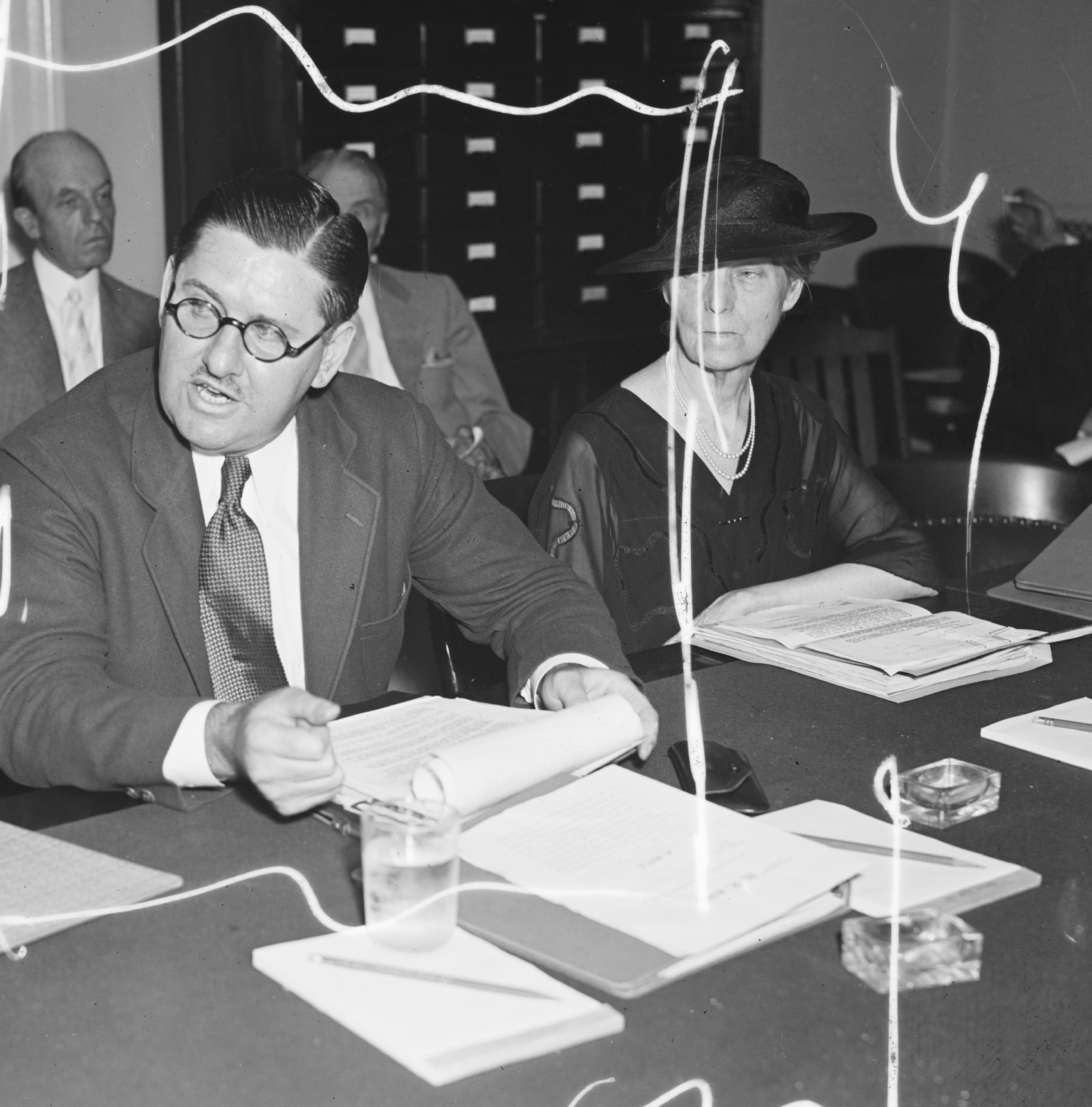
O'Reilly e C.M. Hester, assistente do Conselho Geral do Tesouro, testemunham perante o Congresso, em agosto de 1935.

Ross e O'Reilly logo chegaram à habitual divisão de trabalho entre diretora e a assistente: a diretora iria lidar com assuntos públicos e tomar decisões políticas conforme necessário, enquanto a assistente tratava do dia-a-dia da agência. Ross realizou uma pesada agenda de viagens, visitando instalações da Casa da Moeda, proferindo discursos em apoio a Roosevelt, e fazendo campanha para candidatos democratas em Wyoming. Isso deixou O'Reilly trabalhando no escritório de Washington, D.C. como diretora interina. As duas mulheres trocaram correspondências objetivas, porém calorosas durante esses períodos, com O'Reilly escrevendo a Ross (que tinha embarcado para um tour em instalações) "Estou tão ansiosa para te fazer esquecer dos assuntos do escritório [em Washington] que eu recorri ao telegrama. Eles são muito mais diretos e atuais do que cartas... Meu amor à você, e todo pensamento positivo pelo sucesso das suas visitas às nossas amadas instalações." Scheer sugeriu que O'Reilly teria achado os relatórios de campo de Ross valiosos; eles mostraram como a Casa da Moeda se recuperou dos primeiros anos da Depressão, quando relativamente poucas moedas foram produzidas, até meados da década de 1930, quando a forte demanda por cunhagem levou a agência a administrar dois ou até três turnos de operações.
Em 1935, O'Reilly atingiu a idade de aposentadoria compulsória de 70 anos. Seu conhecimento de assuntos da agência era tão extenso, e tão necessário, que ela foi isenta da aposentadoria compulsória por uma ordem especial assinada pelo presidente Franklin D. Roosevelt que, a pedido de Ross, deu a O'Reilly um ano extra de trabalho. Embora Ross apoiasse a extensão, ela não poderia ser vista como incapaz de fazer seu trabalho sem a assistência de O'Reilly, e contratou Frank Leland Howard da Universidade de Virginia, que tinha experiência em contabilidade, como substituto prospectivo de O'Reilly. Roosevelt aprovou uma extensão semelhante em 1936, uma distinção considerada tão significativa que o secretário do Tesouro Henry Morgenthau, Jr. hospedou um almoço em sua homenagem. No final de 1937, Roosevelt emitiu outra ordem especial isentando O'Reilly, embora advertindo que não a isentaria outra vez. Uma tentativa de Morgenthau para alongar ainda mais o mandato de O'Reilly foi recusada em julho de 1938, e ela aposentou-se em 29 de outubro daquele ano, sendo substituída por Howard.
A pedido de O'Reilly, não houve cerimônia para marcar sua aposentadoria, embora seus colegas de trabalho compraram-lhe um relógio encrustado de diamantes, que foi persuadida a aceitar. O presidente Roosevelt e o secretária Morgenthau enviaram cartas de agradecimento pelo seu serviço. O The New York Times transmitiu a notícia de sua aposentadoria, mas sem entrevista, e uma semana depois editorializou que "há modernidade aqui também. Uma resposta ao desafio Americano para as mulheres. Isso aponta para o que as mulheres querem da vida, e o que as mulheres podem receber e dar."

## Aposentadoria e morte
Após sua aposentadoria, O'Reilly continuou a viver em seus quartos no Hotel Hay-Adams, em Washington. Ela não se envolveu em assuntos da Casa da Moeda; embora Morgenthau enviou-lhe algumas cartas, eles não mencionaram negócios. O'Reilly manteve-se ocupada organizando arrecadação de fundos para instituições de caridade católicas. Ela não foi entrevistada quando a Casa da Moeda em 1944 investigou como várias moedas águia dupla de 1933, nunca oficialmente lançada, tinham chegado ao mercado, uma omissão que Burdette achou incomum.
O'Reilly morreu em 6 de dezembro de 1949 em Washington. Seu obituário no The New York Times lembrou que quando foi-lhe concedida a primeira extensão de seu mandato por Roosevelt, os repórteres tinham procurado entrevistá-la, e apenas conseguiram a seguinte declaração:

Estou profundamente grata ao presidente por sua extrema bondade. A vida sem trabalho não me interessa remotamente. Mas você tem que publicar algo sobre mim?